# 주니우 세자르 아르칸주
주니우 세자르 아르칸주 (Júnio César Arcanjo, 1983년 1월 11일 ~ )는 흔히 주니뉴 (Juninho)로 불리는 브라질의 축구 선수로 구아라칭게타에서 활약하고 있다.
2011년 2월 25일 주니뉴는 K리그의 대구 FC로 1년간 임대 이적하였다. 대구 FC 데뷔는 3월 5일 광주 FC를 상대로 광주월드컵경기장에서 2-3으로 패배한 경기이다.
등록명은 <주닝요>이다.

## 수상 경력
브라질
- FIFA U-20 월드컵: 2003

플루미넨시
- 캄페우나투 카리우카: 2005
- 타사 리우: 2005

아틀레치쿠 미네이루
- 캄페우나투 미네이루: 2007